# Vasili Ehrlich
Vasili Ehrlich –en ruso, Василий Эрлих– es un deportista soviético que compitió en ciclismo en la modalidad de pista, especialista en la prueba de persecución por equipos. 
Ganó dos medallas de plata en el Campeonato Mundial de Ciclismo en Pista, en los años 1978 y 1979.

## Medallero internacional
| Campeonato Mundial | Campeonato Mundial        | Campeonato Mundial | Campeonato Mundial          |
| Año                | Lugar                     | Medalla            | Competición                 |
| ------------------ | ------------------------- | ------------------ | --------------------------- |
| 1978               | Múnich ( RFA)             | Medalla de plata   | Persecución por equipos (A) |
| 1979               | Ámsterdam ( Países Bajos) | Medalla de plata   | Persecución por equipos (A) |